# 第2號鋼琴三重奏 (孟德爾遜)

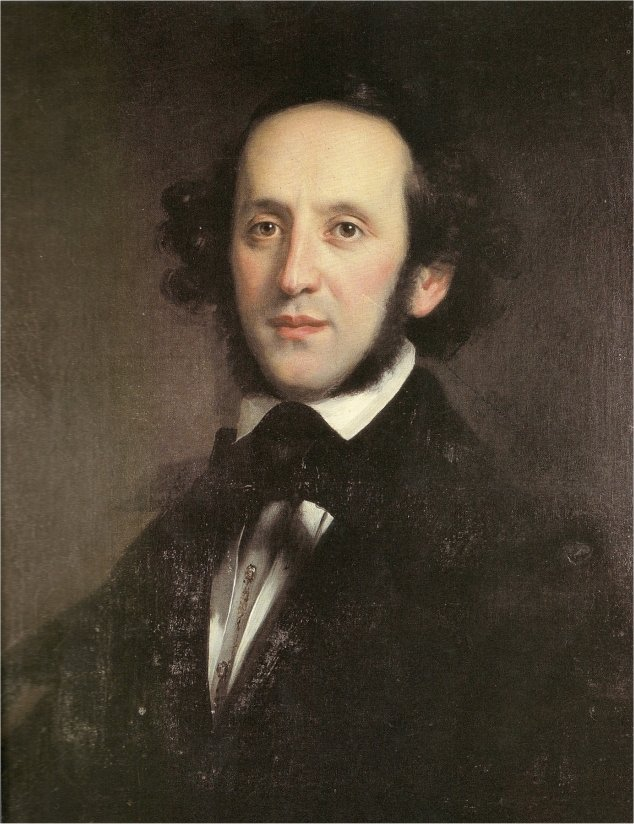
费利克斯·门德尔松

c小調第二號鋼琴三重奏（作品6）是孟德爾遜於1845年創作，並且於同年出版的作品。此作被獻給小提琴家路易斯·史博，史博也与门德尔松一起演奏此作。

## 分析
此曲是典型的鋼琴三重奏型式，演奏樂器包括小提琴、大提琴及鋼琴。此曲特別之處是於最終樂章引用了十六世紀 Genevan 詩歌 "Vor deinen Thron tret ich hiermit" 作為旋律。布拉姆斯在自己的第3號鋼琴奏鳴曲（作曲5）的詼諧曲中，亦採用了此曲第四樂章主題。
一般的演奏時間約為 30 分鍾。

### 結構
第一樂章
相當快而且激動地（Allegro energico e con fuoco）
第二樂章
相當平靜的行板（Andante espressivo）
第三樂章
詼諧曲，輕巧而且活潑地（Scherzo: Molto allegro quasi presto）
第四樂章
終曲，很快的快板（Allegro appassionato）

## 外部連結
- 孟德爾遜第2號鋼琴三重奏：国际乐谱典藏计划上的乐谱